# Gevlekte geelgerande waterroofkever
De gevlekte geelgerande waterroofkever (Dytiscus circumflexus) is een keversoort uit de familie waterroofkevers (Dytiscidae). De wetenschappelijke naam van de soort is voor het eerst geldig gepubliceerd in 1801 door Fabricius.